# 甜蜜间谍
《甜蜜间谍》（韓語：달콤한 스파이）是一部由韩国三大广播公司之一的MBC（韩国文化广播公司）于2005年年底至2006年年初拍摄并播出的二十集电视剧。曾在中国大陆、台湾、东南亚和美国等地区造成巨大影响。由南相美、李柱贤、丹尼斯·吴和裕善主演。

## 播映

### 韓國首播
2005年11月7日——2006年1月10日 MBC 周一和周二 晚 九时五十五分

### 台灣、东南亚等地
该片曾先后在越南、马来西亚、台湾（纬来戏剧台）播映，并被香港無綫電視（TVB）购入。

### 中国大陆
该片通过位于香港的华娱卫视向中国大陆地区播映（06年4月首播，同年10月重播），但因为信号原因，收视范围较小。大部分中国大陆人是通过互联网下载和观看该部电视剧。

## 故事大纲
家境贫寒的李顺爱，为了维持家中生计，高中毕业后就踏入社会。不久嫁给一名刑警，当顺爱还未充分享受到新婚带给她的幸福时，一场车祸夺去了丈夫的生命……
顺爱当上巡警后，恪守职责，对工作一丝不苟。平凡的顺爱，以特有的质朴同时吸引了两个男人：警界精英江俊和商界焦点人物韩悠日。自丈夫去世后，顺爱还会接纳其他男人吗？正义和邪恶时刻考验着男女主人公的爱情。男欢女爱过后我们发现，捍卫自己的职责，维护社会秩序是最普通，最渺小的女警察最坚定的信念。
本片继《秘密男女》之后，MBC又一部力作。
《甜蜜间谍》摒弃了以往用起用大牌明星为电视剧招揽人气的做法，而是回归到电视剧的本质，以塑造充满魅力的人物形象来吸引观众。
我们可以在《甜蜜间谍》的剧情中感受到别样的黑色幽默感。该剧虽然是以一名狭义的女警察同恶势力斗争为主题，抨击了权钱交易、滥用职权等韩国社会的阴暗
面，但在导演和编剧的精心安排下，将这沉重的话题以喜剧的形式呈现给观众。

## 角色介紹
- 南相美 饰 李顺爱

一名负有正义感的女巡警。家境贫寒的她在临近高中毕业时，因其父所在的印刷厂生意不景气从而影响了家庭生活，因此在完成高中学业后寻找工作帮补家用。后通过相亲嫁给了一名刑警。但婚后不久，其丈夫就在一场神秘的交通事故中丧生。之后顺爱以警察家属的身份，通过特殊渠道被警察署录用后加入到了警察队伍中。
顺爱从小到大为生计吃尽了苦头。加入警队后的这些年，虽然受尽上司的欺辱，以及百姓的不解，但她也从没灰心丧气。始终保持着一名警察的本色。
- 李柱贤 饰 江俊

毕业于警察大学，是一名能力出众的警界精英。出生于贫寒家庭的他，自幼被其父抛弃，其母早亡。家境窘迫的他咬紧牙关，一边努力学习，一边努力打零工维持生计，高中毕业后考上了前途有保障的警察大学。经过几年学习，以全校第一名的成绩毕业，并因出众的能力而成为同期毕业生中的翘楚。
江俊年纪轻轻便升任警监一职。因为家庭的关系，他不喜欢显露自己的真实情感，不许任何人进入自己的内心世界。冷静的几乎冷酷的他，一直孤身一人，没有一个能真正与之交心的朋友。直到遇见整天闯祸的冒失巡警李顺爱，他那冰冷的心逐渐开始融化，从而萌生出爱意。
- 裕善 饰 朴恩珠

与江俊同样毕业于警察大学，是一名美貌与智慧兼备的警察。恩珠出生于警察世家，家族中每代都有在韩国首屈一指的警察。出身在这样一个家庭的她，自幼时就接受精英教育。
十年前与江俊的一次偶遇，她放弃了升入首尔大学的机会，进入警察大学。她对自己对江俊的感情感到疑惑，不知是真的爱情，还仅是迷恋。正当她对江俊的“勾引计划”如其所愿顺利进行时，突然闯入的李顺爱打断了她的计划。当她发现李顺爱尽然对她的命令视若罔闻时，恩珠对其的感情也从一般的厌恶发展到了憎恨。为了泄愤，她多次置李顺爱于险境中。一个邪恶的计划正在悄悄进行中……
- 丹尼斯·吴 饰 韩悠日

謎一樣的人物。某天，韩悠日带着一笔数额巨大的现金在韩国金融圈华丽登场。
他的家庭背景，出生地等有关他的一切资料都是秘密。悠日精通英语、日语、法语，德语和俄罗斯语，甚至擅长第三世界国家的语言。曾先后在俄罗斯、奥地利，英国和美国接受教育。他掌握着一切自己想了解人的情报。外界对他有着各种传闻。除了偶尔会去香港，东京，新加坡和香港，韩悠日还会在拳击场上后悔撒汗水，这是他生活的唯一乐趣。从表面上看，他有着令人羡慕的一切，不管何时都是众人的焦点，但他隐藏在幽雅举止和华丽生活背后的真实状况让人感到好奇……
悠日因违反交通规则而与李顺爱相识，后又在拳击场与其再次相遇。就是这样，让他近乎干涸的心灵燃起了爱的火苗。李顺爱也徘徊在他和江俊之间，不知作何选择。但他的真实身份究竟是？

## 制作人员
- 导演：高东善
- 编剧：金基浩，李善美
- 制片人：Choi Chang Wook
- 作者:Kwon Mi Kyung

## 其他
- 此剧没有发行电视原声带〔OST〕，实属罕见。
- 投诉事件：该剧在韩国首播时因第三集中有不雅镜头出现而导致有观众打电话至MBC进行投诉，从而影响了收视率。

### 影响
剧中扮演韩悠日的韩裔美籍演员丹尼斯·吴因其帅气的外貌而被传媒称誉为“韩剧历史上最帅的男主角”，并在剧集的后半部分逐渐越升为男一号。在中国大陆、台湾和东南亚拥有大量“粉丝”。也有网友在互联网上为起开设了相关论坛和网站。中国大陆的网友希望大陆的电视台引进，但由于此剧涉嫌影射敏感时事问题（见朝核问题），导致该片被引进的机会几乎为零。
有借于此剧大受欢迎，MBC曾经考虑仿照相同题材的日剧《跳跃搜查线》，将其搬上大荧幕。但查无下文。